# Cousinia
Cousinia Cass., 1827 è un genere di piante angiosperme dicotiledoni della famiglia delle Asteraceae.

## Descrizione
Le specie di questo gruppo hanno un ciclo biologico biennale o perenne (raramente sono annuali). Il portamento è erbaceo o arbustivo.

### Foglie
Le foglie hanno un contorno da dentato-spinoso a spinoso-pennatosetto. Spesso le foglie sono decorrenti lungo gli steli oppure sono amplessicauli.

### Infiorescenza
L'infiorescenza è costituita da capolini solitari o riuniti in corimbi o in diversi modi. La struttura dei capolini è quella tipica delle Asteraceae: un peduncolo sorregge un involucro a forma ovoidale composto da diverse brattee (o squame)  disposte su più serie e formanti un riccio di aculei uncinati persistenti, che fanno da protezione al ricettacolo sul quale s'inseriscono i fiori tubulosi.

### Fiore
I fiori sono tutti del tipo tubuloso (il tipo ligulato, i fiori del raggio, presente nella maggioranza delle Asteraceae, qui è assente), sono ermafroditi, attinoformi, tetra-ciclici (con quattro verticilli: calice – corolla – androceo – gineceo) e pentameri (ossia sia il calice che la corolla sono composti da cinque elementi).
- Formula fiorale:

- /x K {\displaystyle \infty }, [C (5), A (5)], G 2 (infero), achenio

- Calice: i sepali del calice sono ridotti ad una coroncina di squame.
- Corolla: la corolla ha una forma cilindrica terminante con 5 denti triangolari; il colore è rosso, rosa, violetto, purpureo o giallo.
- Androceo: gli stami sono 5 con filamenti liberi e glabri; le antere sono saldate fra di loro e formano un manicotto circondante lo stilo.
- Gineceo: l'ovario è infero e uniloculare formato da 2 carpelli; lo stilo è unico con uno stimma terminale bifido e glabro (è presente solamente un ciuffo di peli all'apice dello stilo).

### Frutti
I frutti sono degli acheni di pochi millimetri di colore scuro; la forma è obovoide-oblunga più o meno compressa. Possono essere alati. Il pappo presenta una coroncina di brevi setole disposte su più serie (raramente può essere assente).

## Biologia
- Impollinazione: l'impollinazione avviene tramite insetti (impollinazione entomogama tramite farfalle diurne e notturne).
- Riproduzione: la fecondazione avviene fondamentalmente tramite l'impollinazione dei fiori (vedi sopra).
- Dispersione: i semi cadendo a terra sono successivamente dispersi soprattutto da insetti tipo formiche (disseminazione mirmecoria). In questo tipo di piante avviene anche un altro tipo di dispersione: zoocoria. Infatti gli uncini delle brattee dell'involucro si agganciano ai peli degli animali di passaggio disperdendo così anche su lunghe distanze i semi della pianta.

## Distribuzione
Le specie di questo genere si trovano in Asia dall'Anatolia fino alla Cina. Nessuna specie di questo gruppo è presente allo stato spontaneo in Europa o in Italia.

## Tassonomia
La famiglia di appartenenza di questa voce (Asteraceae o Compositae, nomen conservandum) probabilmente originaria del Sud America, è la più numerosa del mondo vegetale, comprende oltre 23.000 specie distribuite su 1.535 generi, oppure 22.750 specie e 1.530 generi secondo altre fonti (una delle checklist più aggiornata elenca fino a 1.679 generi). La famiglia attualmente (2021) è divisa in 16 sottofamiglie.

### Filogenesi
Il genere Cousinia con 661 specie appartiene alla sottotribù Arctiinae (in precedenza era descritta all'interno del gruppo tassonomico informale Arctium-Cousinia Group)  (tribù Cardueae, sottofamiglia Carduoideae).
I numeri cromosomici delle specie del genere Cousinia sono: 2n = 18, 20, 22, 24 e 26.

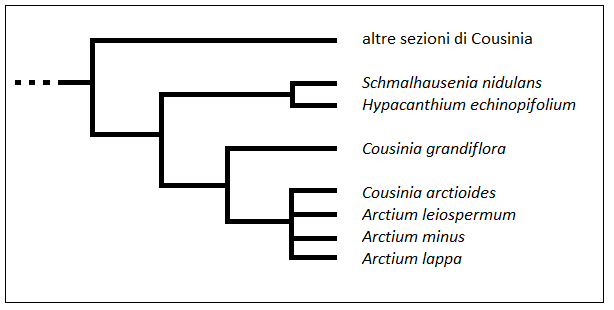
Cladogramma del genere

Un genere molto vicino a quello di questa voce è Arctium L.. I limiti tra Arctium e Cousinia non sono chiari e sono controversi e insieme formano nell'ambito della sottotribù Carduinae il "Cousinia group" o "Arctium group" secondo gli Autori.
Nonostante le difficoltà si possono utilizzare alcuni caratteri per delimitare tassonomicamente i generi del gruppo: nella morfologia delle foglie, delle brattee e dei fiori, nelle diverse caratteristiche del polline e nei numeri cromosomici (Arctium ha sempre 2n = 36, mentre il genere Cousinia ha 2n = 22, 24 e 26).

In ricerche più recenti questo gruppo (chiamato "Arctium-Cousinia complex") è risultato composto oltre che dai generi citati anche dai generi Hypacanthium Juz. e Schmalhausenia C. Winkl.  (vedi sottotribù Carduinae). Da analisi di tipo cladistico sul DNA è stata confermata la non monofilia del grosso genere Cousinia, ma è stato anche individuato un clade monofiletico (clade ‘'Arctioid'’) comprendente i generi Arctium, Hypacanthium , Schmalhausenia e una trentina di specie del genere Cousinia che risultano così più vicine al genere Arctium che al genere di appartenenza. Da questo clade si evidenzia un ulteriore sottoclade formato da due generi indicati sopra insieme, da due specie del genere Cousinia (C. grandifolia e C. arctioides) e dalle attuali specie di Arctium (vedi cladogramma tratto dallo studio citato e semplificato - sono indicate solo alcune specie di Arctium). 

Uno studio ancora più recente propone una radicale ristrutturazione del genere Arctium dove i generi Anura, Hypacanthium e Schmalhausenia sono ridotti a livello sezionale del genere Arctium e inoltre vengono trasferite nello stesso genere alcune specie di Cousinia. Vedi tabella seguente:
| Sezione (del genere Arctium)                                          | Specie | Posizione precedente                                                                     |
| --------------------------------------------------------------------- | --- | ---------------------------------------------------------------------------------------- |
| Amberbopsis (Tscherneva) S. López, Romaschenko, Susanna & N. Garcia   | Arctium grandifolium (Kult.) S. López, Romaschenko, Susanna & N. Garcia | Cousinia grandifolia Kult.                                                               |
| Anura S. López, Romaschenko, Susanna & N. Garcia                      | Anura pallidivirens (Kult.) Tscherneva | Anura pallidivirens (Kult.) Tscherneva                                                   |
| Arctium                                                               | Arctium arctioides (Schrenk.) Kuntze Arctium atlanticum (Pomel) H. Lindb. Arctium lappa L. Arctium leiospermum Juz. & Ye. V. Serg. Arctium minus (Hill) Bernh. Arctium nemorosum Lej. Arctium palladini (Marcow.) R.E. Fr. & E.S. Söderb. Arctium tomentosum Mill | comprende le principali specie di Arctium comprese quelle della flora spontanea italiana |
| Chrysis (Juz.) S. López, Romaschenko, Susanna & N. Garcia             | Arctium anomalum (Franch.) Kuntze Arctium aureum (C. Winkl.) Kuntze Arctium chloranthum (Kult.) S. López, Romaschenko, Susanna & N. Garcia Arctium haesitabundum (Juz.) S. López, Romaschenko, Susanna & N. Garcia Arctium karatavicum (Regel & Schmalh.) Kuntze Arctium korolkowii (Regel & Schmalh.) Kuntze Arctium medians (Juz.) S. López, Romaschenko, Susanna & N. Garcia Arctium refractum (Bornm.) S. López, Romaschenko, Susanna & N. Garcia Arctium schmalhausenii (C. Winkl.) Kuntze | specie della sezione Chrysis Juz del genere Cousinia                                     |
| Hypacanthium S. López, Romaschenko, Susanna & N. Garcia               | Arctium echinopifolium (Juz.) S. López, Romaschenko, Susanna & N. Garcia Arctium evidens (Tscherneva) S. López, Romaschenko, Susanna & N. Garcia | Hypacanthium echinopifolium (Bornm.) Juz                                                 |
| Hypacanthodes S. López, Romaschenko, Susanna & N. Garcia              | Arctium abolinii (Kult. ex Tscherneva) S. López, Romaschenko, Susanna & N. Garcia Arctium dolichophyllum (Kult.) S. López, Romaschenko, Susanna & N. Garcia Arctium egregium (Juz.) S. López, Romaschenko, Susanna & N. Garcia Arctium fedtschenkoanum (Bornm.) S. López, Romaschenko, Susanna & N. Garcia Arctium korshinskyi (C. Winkl.) S. López, Romaschenko, Susanna & N. Garcia Arctium macilentum (C. Winkl.) S. López, Romaschenko, Susanna & N. Garcia Arctium pterolepidum (Kult.) S. López, Romaschenko, Susanna & N. Garcia Arctium ugamense (Karmysch.) S. López, Romaschenko, Susanna & N. Garcia | specie del subgenere Hypacanthodes Tscherneva del genere Cousinia                        |
| Lappaceum (Bunge) Duist                                               | Arctium lappaceum (Schrenk) Kuntz | Cousinia lappacea Schrenk                                                                |
| Pectinatae (C. Winkl.) S. López, Romaschenko, Susanna & N. Garcia     | Arctium albertii (Regel & Schmalh.) S. López, Romaschenko, Susanna & N. Garcia Arctium horrescens (Juz.) S. López, Romaschenko, Susanna & N. Garcia Arctium pentacanthoides (Juz. ex Tscherneva) S. López, Romaschenko, Susanna & N. Garcia Arctium pentacanthum (Regel & Schmalh.) Kuntze Arctium triflorum (Schrenk.) Kuntze | specie della sezione Pectinatae C. Winkl. del genere Cousinia                            |
| Pseudarctium (Juz.) Duis                                              | Arctium amplissimum (Boiss.) Kuntze Arctium pseudarctium (Bornm.) Duist. Arctium tomentellum (C. Winkl.) Kuntze Arctium umbrosum (Bunge) Kuntz | specie della sezione Pseudarctium Juz del genere Cousinia                                |
| Schmalhausenia S. López, Romaschenko, Susanna & N. Garcia             | Arctium eriophorum (Regel & Schmalh.) Kuntz | Schmalhausenia nidulans (Regel) Petr.                                                    |
| Serratulopsis (Tscherneva) S. López, Romaschenko, Susanna & N. Garcia | Arctium vavilovii (Kult.) S. López, Romaschenko, Susanna & N. Garcia | Cousinia vavilovii Kult.                                                                 |

## Alcune specie

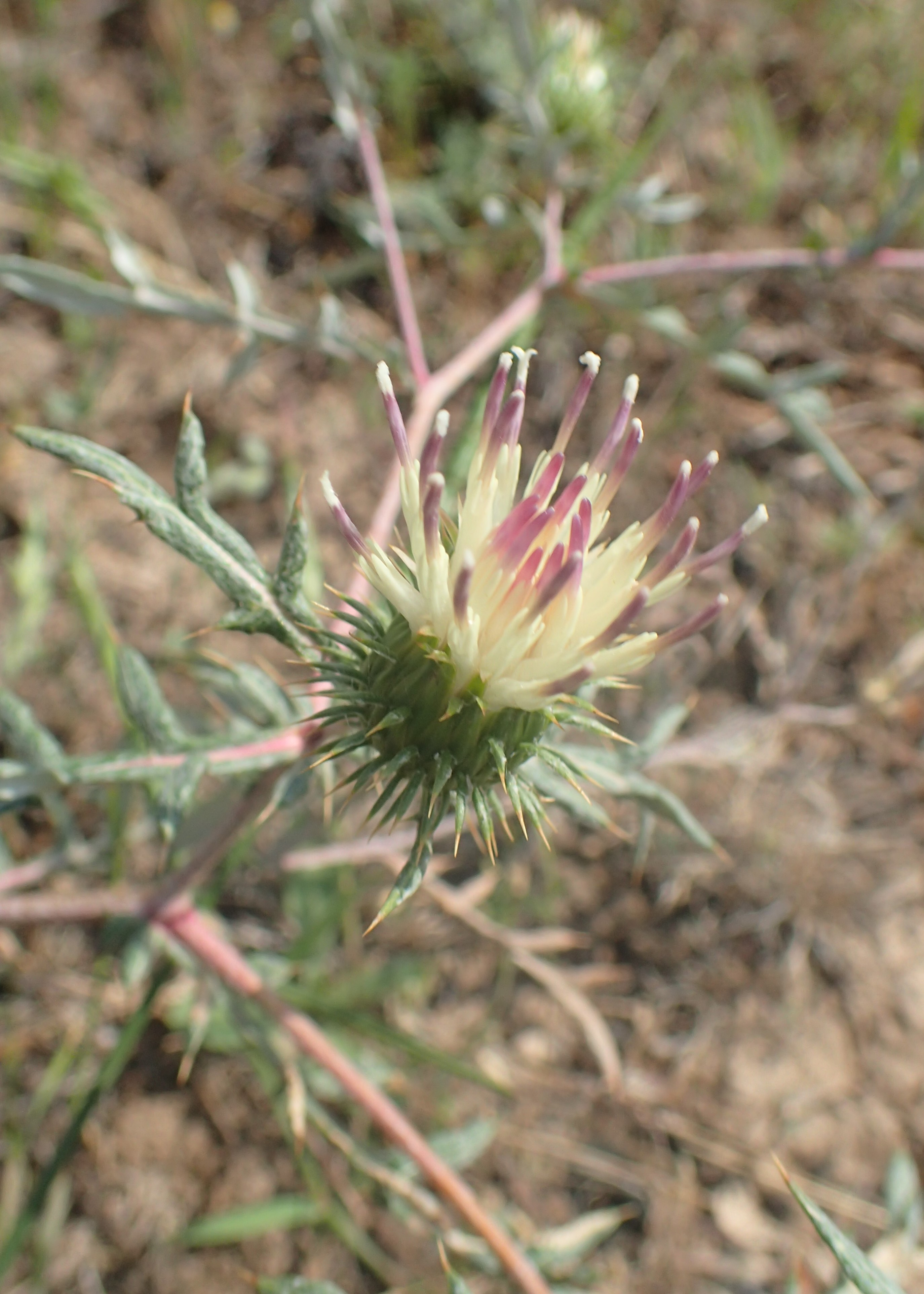
Cousinia armena
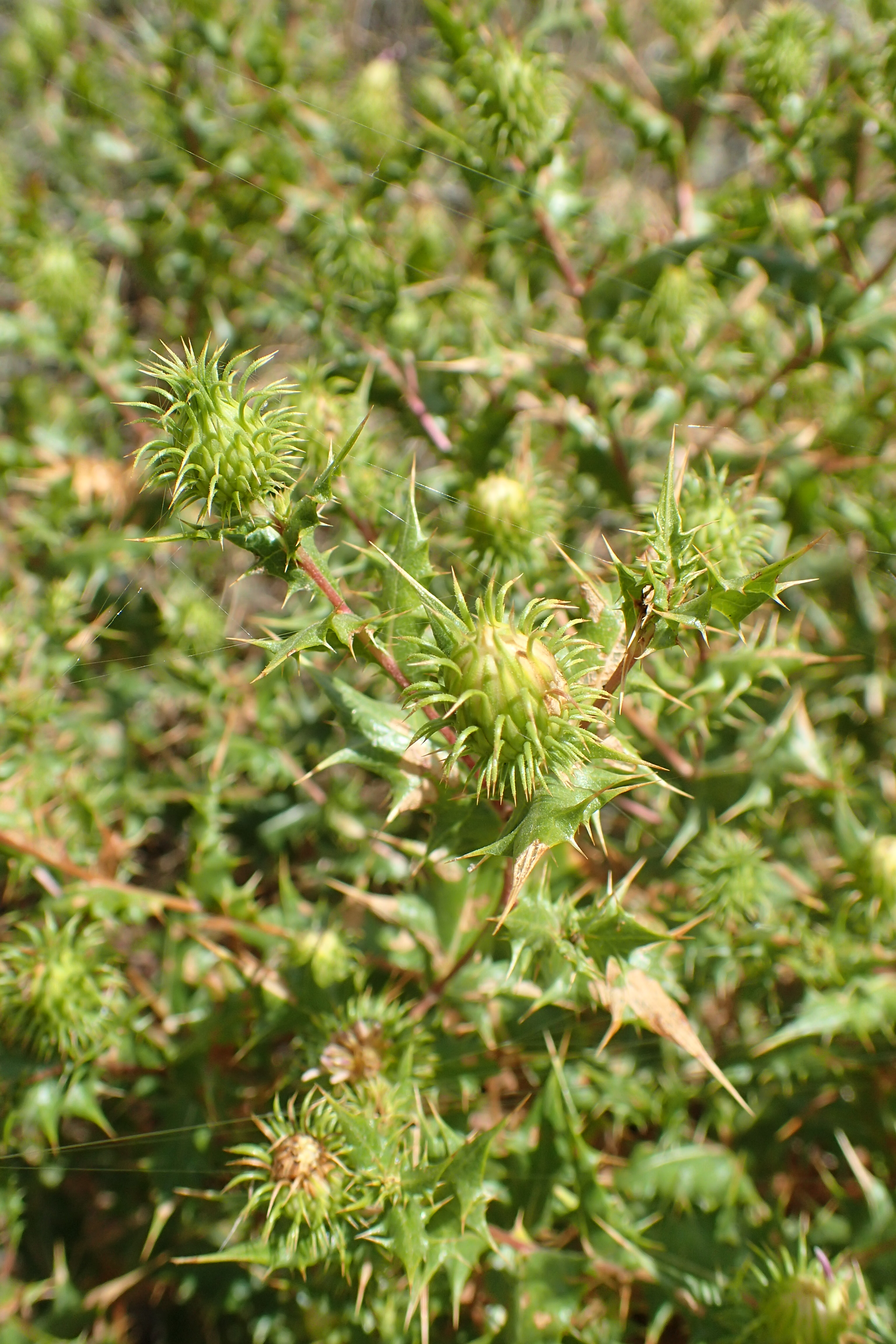
Cousinia lomakinii
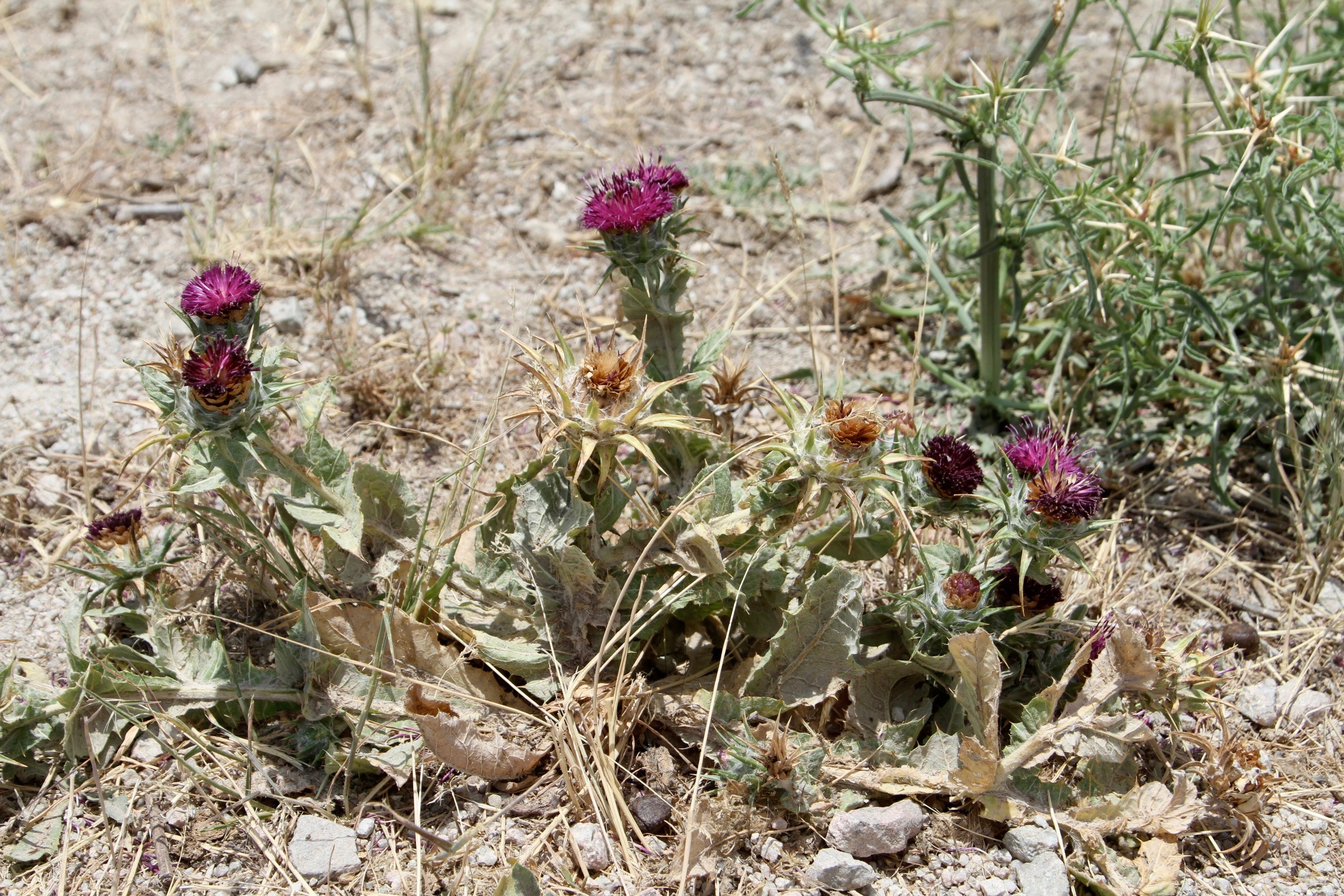
Cousinia microcarpa
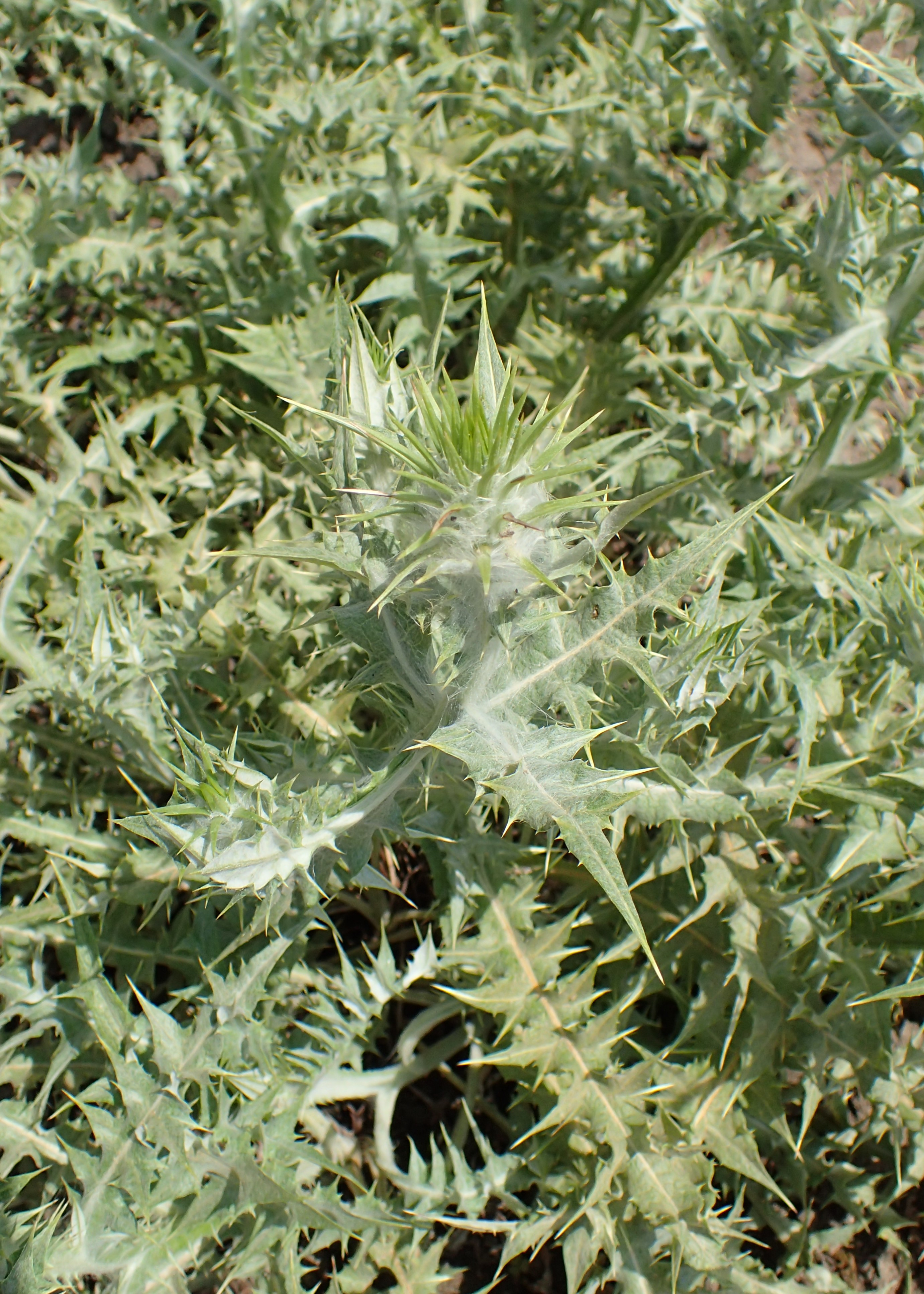
Cousinia pterocaulos
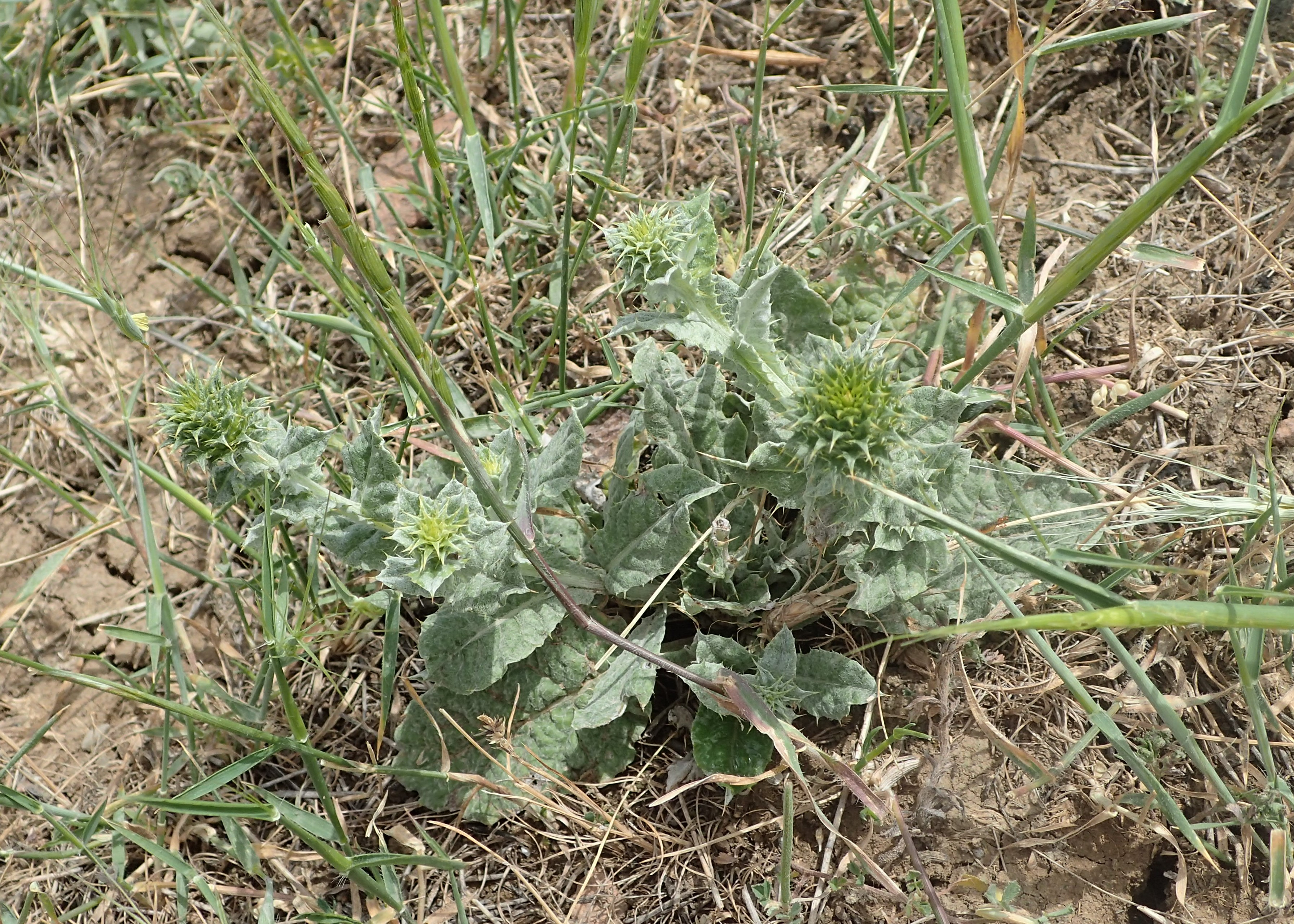
Cousinia purpurea
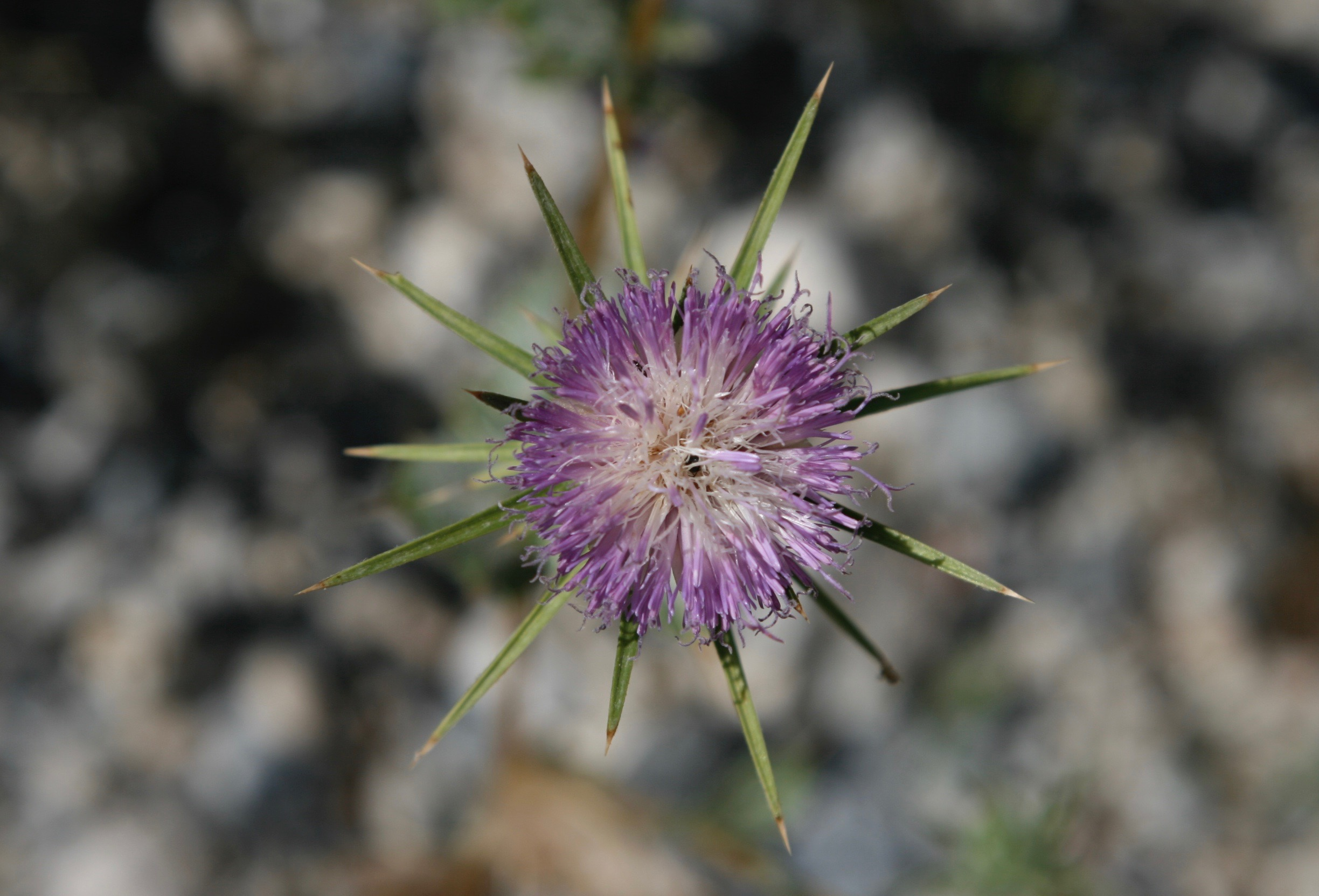
Cousinia stellaris